# Indische Frauen-Cricket-Nationalmannschaft in den West Indies in der Saison 2019/20
Die Tour der Indische Frauen-Cricket-Nationalmannschaft auf die West Indies in der Saison 2019/20 fand vom 1. bis zum 20. November 2019 statt. Die internationale Cricket-Tour war Bestandteil der Internationalen Cricket-Saison 2019/20 und umfasste drei WODIs und fünf WTwenty20s. Indien gewann die WODI-Serie 2–1 und die WTwenty20-Serie mit 5–0.

## Vorgeschichte
Für beide Mannschaften war es die erste Tour der Saison. Das letzte Aufeinandertreffen der beiden Mannschaften bei einer Tour fand in der Saison 2016/17 in Indien statt.

## Stadien
Die folgenden Stadien wurde für die Tour ausgewählt.
| Stadt       | Land                | Stadion                               | Kapazität | Spiele       |
| ----------- | ------------------- | ------------------------------------- | --------- | ------------ |
| Georgetown  | Guyana              | Providence Stadium                    | 20.000    | 3. – 5. WT20 |
| Gros Islet  | Saint Lucia         | Darren Sammy National Cricket Stadium | 20.000    | 1. – 2. WT20 |
| North Sound | Antigua und Barbuda | Sir Vivian Richards Stadium           | 10.000    | 1. – 3. WODI |

## Kaderlisten
Indien benannte seine Kader am 26. September 2019. Die West Indies benannten ihren WODI-Kader am 26. Oktober 2019.
| WODI | WODI | WTwenty20 | WTwenty20 |
| West Indies | Indien | West Indies | Indien |
| --- | --- | --- | --- |
| - Stafanie Taylor (K) - Anisa Mohammed (VK) - Aaliyah Alleyne - Shemaine Campbelle - Britney Cooper - Afy Fletcher - Shabika Gajnabi - Sheneta Grimmond - Shawnisha Hector - Chinelle Henry - Caneisha Isaac - Stacy-Ann King - Kyshona Knight - Hayley Matthews - Natasha McLean - Chedean Nation | - Mithali Raj (K) - Harmanpreet Kaur (VK) - Taniya Bhatia (wk) - Ekta Bisht - Rajeshwari Gayakwad - Jhulan Goswami - Dayalan Hemalatha - Mansi Joshi - Smriti Mandhana - Shikha Pandey - Priya Punia - Punam Raut - Jemimah Rodrigues - Deepti Sharma - Sushma Verma (wk) - Poonam Yadav | - Anisa Mohammed (K) - Aaliyah Alleyne - Shemaine Campbelle - Afy Fletcher - Cherry-Ann Fraser - Shabika Gajnabi - Sheneta Grimmond - Chinelle Henry - Stacy-Ann King - Kyshona Knight - Hayley Matthews - Natasha McLean - Chedean Nation - Shakera Selman - Stafanie Taylor | - Harmanpreet Kaur (K) - Smriti Mandhana (VK) - Taniya Bhatia (wk) - Harleen Deol - Mansi Joshi - Veda Krishnamurthy - Shikha Pandey - Anuja Patil - Arundhati Reddy - Jemimah Rodrigues - Deepti Sharma - Shafali Verma - Poonam Yadav - Radha Yadav - Pooja Vastrakar |

## Women’s One-Day Internationals

### Erstes WODI in  North Sound
| 1. November Scorecard | North Sound | West Indies 225-7 (50)         | – | Indien 224 (50) |
|                       |             | West Indies gewinnt mit 1 Runs |   |                 |

Die West Indies gewannen den Münzwurf und entschieden sich als Schlagmannschaft zu beginnen. Als Spielerin des Spiels wurde Stafanie Taylor ausgezeichnet.

### Zweites WODI in North Sound
| 3. November Scorecard | North Sound | Indien 191-6 (50)          | – | West Indies 138 (47.2) |
|                       |             | Indien gewinnt mit 53 Runs |   |                        |

Indien gewann den Münzwurf und entschied sich als Schlagmannschaft zu beginnen. Als Spielerin des Spiels wurde Punam Raut ausgezeichnet.

### Drittes WODI in North Sound
| 6. November Scorecard | North Sound | West Indies 194 (50)         | – | Indien 195-4 (42.1) |
|                       |             | Indien gewinnt mit 6 Wickets |   |                     |

Die West Indies gewannen den Münzwurf und entschieden sich als Schlagmannschaft zu beginnen. Als Spielerin des Spiels wurde Smriti Mandhana ausgezeichnet.

## Women’s Twenty20 Internationals

### Erstes WTwenty20 in Gros Islet
| 9. November Scorecard | Gros Islet | Indien 185-4 (20)          | – | West Indies 101-9 (20) |
|                       |            | Indien gewinnt mit 84 Runs |   |                        |

Die West Indies gewannen den Münzwurf und entschieden sich als Feldmannschaft zu beginnen. Als Spielerin des Spiels wurde Shafali Verma ausgezeichnet.

### Zweites WTwenty20 in Gros Islet
| 10. November Scorecard | Gros Islet | West Indies 103-7 (20)        | – | Indien 104-0 (10.3) |
|                        |            | Indien gewinnt mit 10 Wickets |   |                     |

Die West Indies gewannen den Münzwurf und entschieden sich als Schlagmannschaft zu beginnen. Als Spielerin des Spiels wurde Deepti Sharma ausgezeichnet.

### Drittes WTwenty20 in Georgetown
| 14. November Scorecard | Georgetown | West Indies 59-9 (20)        | – | Indien 60-3 (20) |
|                        |            | Indien gewinnt mit 7 Wickets |   |                  |

Die West Indies gewannen den Münzwurf und entschieden sich als Schlagmannschaft zu beginnen. Als Spielerin des Spiels wurde Jemimah Rodrigues ausgezeichnet.

### Viertes WTwenty20 in Georgetown
| 17. November Scorecard | Georgetown | Indien 50-7 (9/9)         | – | West Indies 45-5 (9/9) |
|                        |            | Indien gewinnt mit 5 Runs |   |                        |

Die West Indies gewannen den Münzwurf und entschieden sich als Feldmannschaft zu beginnen. Als Spielerin des Spiels wurde Hayley Matthews ausgezeichnet.

### Fünftes WTwenty20 in Georgetown
| 20. November Scorecard | Georgetown | Indien 134-3 (20)          | – | West Indies 73-7 (20) |
|                        |            | Indien gewinnt mit 61 Runs |   |                       |

Die West Indies gewannen den Münzwurf und entschieden sich als Schlagmannschaft zu beginnen. Als Spielerin des Spiels wurde Veda Krishnamurthy ausgezeichnet.

## Auszeichnungen

### Player of the Series
Als Player of the Series wurden der folgende Spieler ausgezeichnet.
| Serie | Player of the Series |
| ----- | -------------------- |
| WODI  | Stafanie Taylor      |
| WT20  | Shafali Verma        |

### Player of the Match
Als Player of the Match wurden die folgenden Spielerinnen ausgezeichnet.
| Spiel   | Player of the Match |
| ------- | ------------------- |
| 1. WODI | Stafanie Taylor     |
| 2. WODI | Punam Raut          |
| 3. WODI | Smriti Mandhana     |
| 1. WT20 | Shafali Verma       |
| 2. WT20 | Deepti Sharma       |
| 3. WT20 | Jemimah Rodrigues   |
| 4. WT20 | Hayley Matthews     |
| 5. WT20 | Hayley Matthews     |